# 张惟建
张惟建（1961年—），云南施甸人，汉族，中华人民共和国政治人物、第十一届全国人民代表大会云南地区代表。
毕业于北京林学院林业机械设计与制造专业，是中共党员。担任云南省保山市腾冲县委副书记、县长。2008年起担任全国人大代表。